# Apospasta fulvida
Apospasta fulvida är en fjärilsart som beskrevs av Fletcher 1961. Apospasta fulvida ingår i släktet Apospasta och familjen nattflyn. Inga underarter finns listade i Catalogue of Life.